# Eurema mexicana
Eurema mexicana, la amarilla mexicana es una mariposa de Norteamérica y Sudamérica; de la familia Pieridae. Se encuentra principalmente en México, pero ocasionalmente se encuentra en el centro y el sudoeste de Estados Unidos y pocas veces en Canadá.

## Descripción

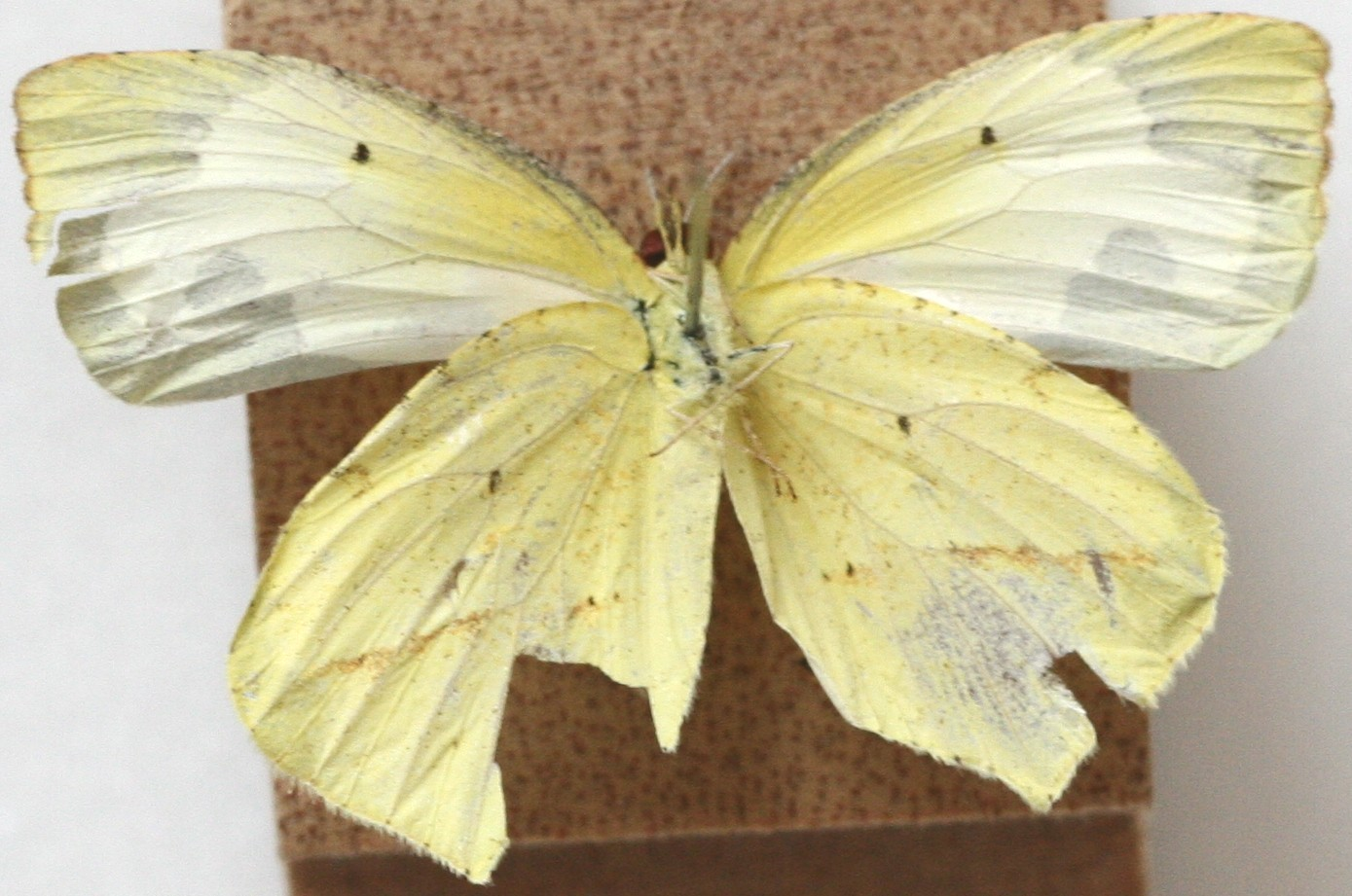
Macho, parte inferior

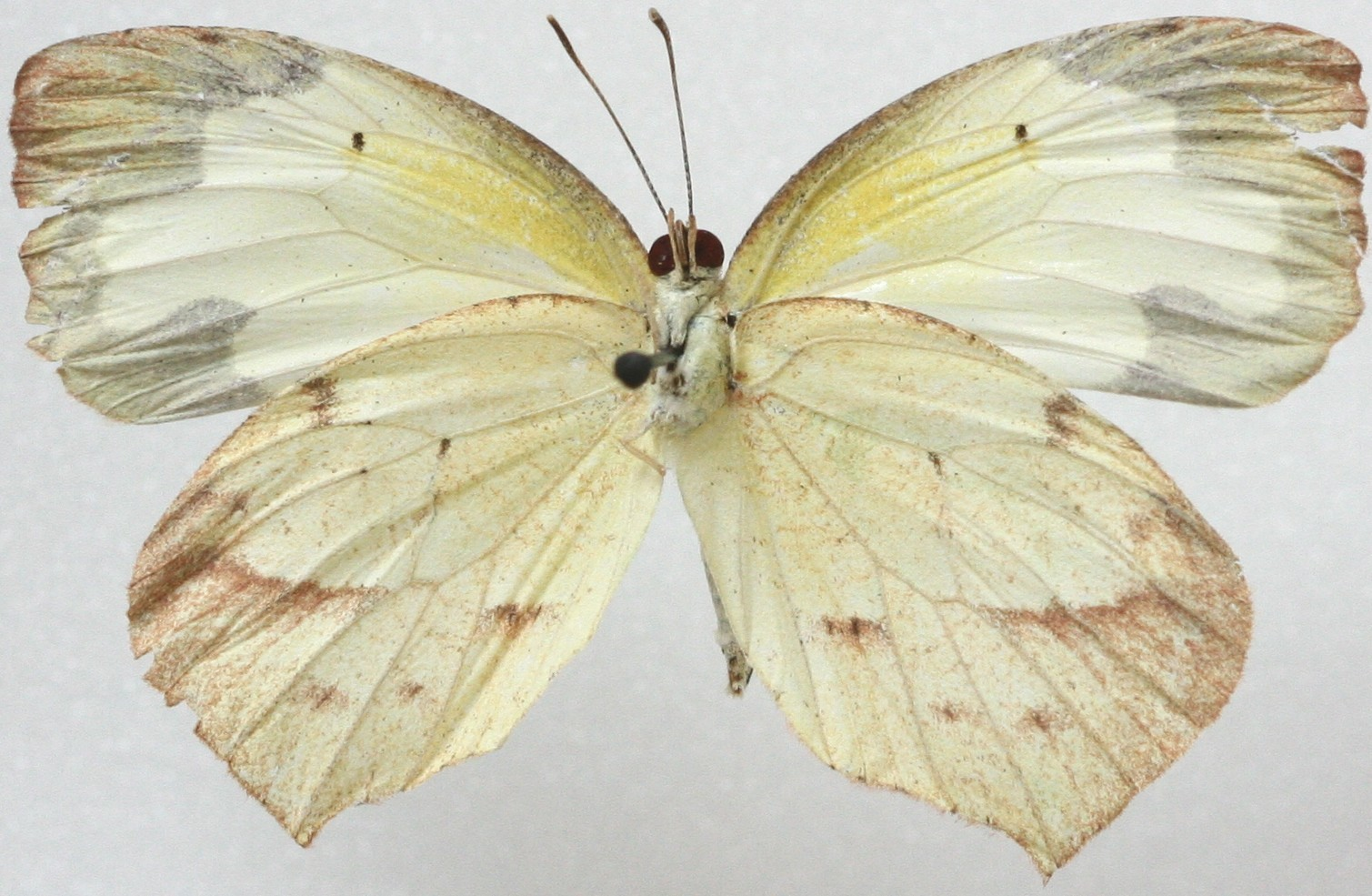
Hembra, parte inferior

La parte superior de sus alas es amarillo pálido con un pequeño borde negro que delinea un patrón en forma de "perro" o "cara de lobo". El ala posterior tiene un pequeño borde negro en el margen exterior. El macho tiene una mancha amarilla brillante en el borde delantero del ala posterior. La parte inferior de las alas es amarillo pálido en individuos de verano y amarillo pálido con marcas rojizas o todas rosadas rojizas en individuos de invierno. El ala posterior es pronunciadamente puntiaguda. El diámetro de las alas mide  1 1⁄4 to  2 1⁄4 pulgadas (32-57 mm)

## Especies similares
Especies similares en el rango de la amarilla mexicana incluyen a Eurema boisduvaliana y a Eurema salome.
Eurema boisduvaliana es más pequeña y amarillo brillante, el macho tiene una "cara de perro" más débil, la hembra tiene menos negro en el lado superior, y el ala posterior es menos puntiaguda.
Eurema salome es amarillo brillante, tiene menos negro en el lado superior, y el lado inferior del ala posterior tiene una mancha rojiza pequeña redonda cerca del borde de la cola.

## Hábitat
La amarilla mexicana vive en una variedad de hábitats al aire libre, tales como los bordes del bosque, bosques abiertos, y praderas del desierto.

## Vuelo
Esta mariposa puede ser vista durante casi todo el año en Arizona y Texas, y durante abril y noviembre en Nuevo México. Se desvía hacia el norte al final del verano, y pocas veces llega a Canadá.

## Ciclo de vida
Los machos patrullan todo el día buscando a las hembras.  La larva es verde con una franja dorsal color crema o amarillo en el medio, y una franja lateral amarilla. La amarilla mexicana tiene 3-4 crías anualmente.

## Plantas huéspedes
A continuación se encuentra una lista de plantas huéspedes usadas por la amarilla mexicana:
- Robinia neomexicana
- Acacia angustissima
- Cassia especies
- Diphysa robinoides.